# Fudu
Fudu (kinesiska: 福渡) är en köping i östra Kina. Den ligger i staden Wuwei på häradsnivå, som ligger i staden Wuhu på prefekturnivå i provinsen Anhui, omkring 89 kilometer sydost om provinshuvudstaden Hefei. Antalet invånare är 33298. Befolkningen består av 16 652 kvinnor och 16 646 män. Barn under 15 år utgör 16,0 %, vuxna 15-64 år 71 %, och äldre över 65 år 12,0 %.